# ヴィステックエンタテインメント
株式会社ヴィステックエンタテインメント（英: VISTEC ENTERTAINMENT INC）は、日本のテレビ番組等の制作プロダクション・技術会社。

## 概要
テレビ番組を含めた、各種映像コンテンツの企画制作、撮影・中継技術、ポストプロダクション業務を行っている。特にスポーツ番組においては、Jリーグ中継を中心としたサッカー番組、WOWOWでのボクシング番組、NBA・フィギュアスケート・フットサルなどジャンルを問わず豊富な実績を持っている。
中小規模の独立系プロダクションでは数少ない自社所有スタジオ「ドールアップ」を本社に設置している。また、テレビショッピング分野において、番組の企画制作の他にコンサルティングや代理店業務も行う。

## 沿革
- 2009年：「株式会社ジャパンヴィステック」より事業譲渡を受け、同時に社員もヴィステックエンタテインメントに移籍となる。「株式会社ジャパンヴィステック」とは別法人。